# Totem und Tabu

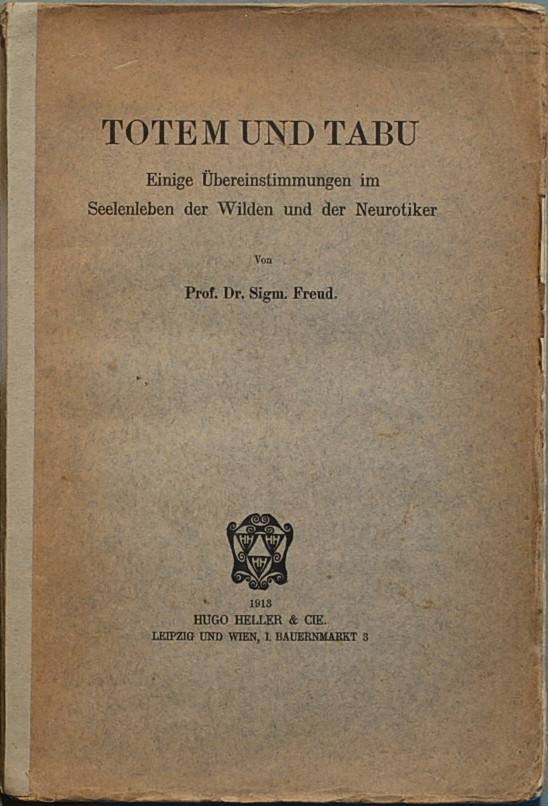
Original-Broschur des Erstdrucks 1913

Totem und Tabu. Einige Übereinstimmungen im Seelenleben der Wilden und der Neurotiker ist eine Schrift Sigmund Freuds aus dem Jahr 1913. Sie besteht aus vier Aufsätzen, die in den Jahren 1912 und 1913 zuerst in der Zeitschrift Imago erschienen.
Freud versuchte in diesen Essays, Fragen der Völkerpsychologie mit den Mitteln der Psychoanalyse zu beantworten. Primitive Gesellschaften stehen, Freud zufolge, auf einer niedrigen Entwicklungsstufe der Menschheit; diese Stufe entspricht den frühen Entwicklungsphasen der Individuen. Fragen zum Totemismus, zur Exogamie, zum Tabu und zur Magie können deshalb durch Rückgriff auf die psychische Entwicklung des Kindes aufgeklärt werden. Die Exogamie beruht auf inzestuösen Objektbeziehungen, das Tabu auf der Ambivalenz von Verbot und Begehren, die Magie auf der narzisstischen Überbesetzung der eigenen Gedanken, und Totemismus und Exogamie haben ihren gemeinsamen Ursprung in der ambivalenten Beziehung zum Vater. Eine weitere These des Buchs ist die vom Mord der Brüderhorde am Urvater als Quelle der Kultur.

## Inhalt

### Übersicht
In jedem der vier Teile von Totem und Tabu versucht Freud, ein Problem zu lösen, das die Ethnologen seiner Zeit beschäftigte.
Wie ist es zu erklären, dass im Totemismus durch die Exogamie das Inzestverbot weit über den Kreis der Blutsverwandten hinaus ausgedehnt wird? Anders gefragt: Warum haben die „primitiven“ Gesellschaften eine so ausgeprägte Inzestscheu? (Teil I, Die Inzestscheu) Freuds Antwort lautet: Weil sie auf einer frühen Entwicklungsstufe der Libido stehen, auf der Stufe der inzestuösen Objektbesetzungen.
Was sind die Grundlagen der Tabus? (Teil II, Das Tabu und die Ambivalenz der Gefühlsregungen) Freud orientiert sich bei seiner Antwort an der Zwangsneurose. Bei dieser Form der Neurose spielen Verbote eine zentrale Rolle, sie wird deshalb von Freud als eine Art Tabukrankheit begriffen. Den Verboten des Zwangsneurotikers liegt ein Begehren zugrunde; dies führt zur Ambivalenz zwischen dem unbewussten Wunsch und dem bewussten Verbot. Also beruhen auch die beiden Haupttabus in „primitiven“ Gesellschaften, das Mordverbot und das Inzestverbot, auf dem Begehren. Die stärksten Gelüste des Menschen sind demnach die nach Mord und nach Inzest, sie bilden die Grundlagen der Tabus.
Wie ist der Animismus zu erklären und wie die für ihn charakteristische Technik, die Magie? (Teil III, Animismus, Magie und die Allmacht der Gedanken) In der Magie schreibt sich der Mensch die Fähigkeit zu, durch bloßes Denken die Wirklichkeit zu verändern. Dem entspricht beim Individuum die früheste Entwicklungsphase der Libido, das Stadium des Narzissmus. Der Animismus beruht also auf der narzisstischen Überbesetzung des eigenen Denkens.
Welche Grundlage hat der Totemismus und in welchem Verhältnis steht er zur Exogamie? (Teil IV, Die infantile Wiederkehr des Totemismus) Freud versucht diese Frage durch Rückgriff auf die Tierphobie bei Kindern zu klären, die er als einen „negativen Totemismus“ begreift; das Totemtier wird hier nicht verehrt, sondern gefürchtet. Kern der Tierphobie ist die ambivalente Einstellung gegenüber dem Vater, die Verbindung von Zärtlichkeit und Aggressivität. Diese Ambivalenz liegt auch dem Totemismus zugrunde. Am Anfang der Kultur steht der Mord der verstoßenen Söhne am Urvater, der ihnen den Zugang zu den Frauen untersagt hatte; durch den Mord kommt es zu einem Wechsel von der einen Seite der ambivalenten Beziehung zum Vater zur anderen, die zärtliche Strömung gewinnt die Oberhand gegenüber der aggressiven. Dies bringt die Söhne dazu, in einem Akt des nachträglichen Gehorsams den Totemismus zu begründen: sie verehren im Totemtier den Vater, überwinden hierdurch ihre Rivalität und erlassen die beiden grundlegenden Verbote der Kultur, das Mordverbot und das Inzestverbot und damit das Gebot der Exogamie.

### Die Inzestscheu
Freud erläutert die Inzestscheu zunächst am Beispiel der Ureinwohner Australiens. An Stelle aller fehlenden religiösen und sozialen Institutionen findet sich dort der Totemismus. Die Stämme sind in eine Reihe von Clans aufgeteilt, die nach Tieren- oder Pflanzenarten benannt werden und deren Verzehr verboten ist. Die namengebenden und verbotenen Tier- oder Pflanzengattungen bilden den Totem. Freuds Hauptquelle zum Totemismus ist James Frazer, Totemism and Exogamy, 1910.
„Fast überall wo der Totem gilt, besteht auch das Gesetz, dass Mitglieder desselben Totem nicht in geschlechtliche Beziehungen zueinander treten, also auch einander nicht heiraten dürfen. Das ist die mit dem Totem verbundene Exogamie.“ (297). Manche Forscher, so Freud, halten das Zusammentreffen des Totemkultes mit der Exogamie für zufällig. Freud hält fest, der Zusammenhang von Totemismus und Exogamie jedenfalls besteht, und dass er sehr stark ist.
Die Übertretung des Exogamie-Gebots wird außerordentlich streng geahndet, als wäre die Existenz des ganzen Stammes bedroht. Dieselbe harte Bestrafung gilt auch gegenüber flüchtigen Liebschaften, was, laut Freud, die reine Einschränkung auf biologische Funktionen des Verbotes (Vermeidung von Erbkrankheiten) unwahrscheinlich macht. Besonders auffällig ist, dass die mit dem Totem verbundene Exogamie auch sexuelle Vereinigungen von Personen verbietet, die untereinander nicht blutsverwandt sind. Alle Personen eines Totemclans werden wie Blutsverwandte behandelt, auch wenn sie es nicht sind.
Die Zahl der sexuell verbotenen Stammesmitglieder wird weiter dadurch ausgeweitet, dass der Totemismus mit einem System von Heiratsklassen verbunden ist, was dazu führt, dass für einen bestimmten Totemclan nur einige wenige der übrigen Clans Heiratskandidaten liefern. Überdies gibt es zahlreiche Vermeidungsverbote, die den Umgang verwandter Personen miteinander einschränken sollen, etwa Sprechverbote oder Regeln über den räumlichen Abstand, der bei einer Begegnung einzuhalten ist.
In der Gesamtdeutung dieses Phänomenbereichs schließt Freud sich der Auffassung der Ethnologen an: „diese Wilden sind inzestempfindlicher als wir“ (302 f.).
Aber wie kommt es zur starken Ausprägung der Inzestscheu bei den „Primitiven“?
Freud beantwortet die Frage durch einen Vergleich mit dem Seelenleben des Neurotikers. Die Psychoanalyse lehrt, dass die ersten sexuellen Objekte des Knaben inzestuöser Natur sind (Mutter, Schwester), und sie beschreibt, wie sich ein Individuum bei normaler Entwicklung davon befreit. Dem Neurotiker gelingt dies jedoch nicht. Das vom Inzestverlangen beherrschte Verhältnis zu den Eltern bildet den „Kernkomplex der Neurose“ (310). Der Neurotiker hat sich entweder niemals von seinen inzestuösen Objekten gelöst (Entwicklungshemmung), oder er ist zu ihnen zurückgekehrt (Regression). Die stark entwickelte Inzestscheu der „Primitiven“ erklärt sich demnach daraus, dass sie, als Gesellschaften insgesamt, auf einer frühen Entwicklungsstufe stehen, auf der Stufe der inzestuösen Objektbesetzungen.
Mit der inzestuösen Fixierung erklärt Freud insbesondere die Vermeidungsverbote, die bei vielen „Primitiven“ die Beziehungen zwischen Schwiegersohn und Schwiegermutter regeln. Diese Tabus lassen sich aufklären, wenn man ihr Gegenstück in unserer Kultur hinzuzieht, die Feindseligkeit zwischen Schwiegersohn und Schwiegermutter. Die Schwiegermutter kompensiert ihr sexuelles Unbefriedigtsein in der Ehe dadurch, dass sie sich in den von der Tochter geliebten Mann mitverliebt. Diese Liebesbeziehung ist, wie alle Beziehungen dieser Art, ambivalent: zugleich zärtlich und aggressiv. Die zärtliche Strebung gegenüber dem Schwiegersohn ist verpönt; sie wird von der Schwiegermutter unterdrückt, und zwar dadurch, dass sie dem Schwiegersohn ausschließlich die sadistische Komponente ihrer Liebeserregung zuwendet. Beim Schwiegersohn läuft es ähnlich ab: die Begegnung mit der Schwiegermutter reaktiviert bei ihm die inzestuöse Fixierung auf die Mutter, und auch er verwendet die aggressive Tendenz dazu, die zärtliche Strebung in Schach zu halten.

### Das Tabu und die Ambivalenz der Gefühlsregungen
Der älteste ungeschriebene Gesetzeskodex der Menschheit sind die Tabus, sie bilden die Wurzel unserer Sittengebote und Gesetze. Diese These übernimmt Freud von Wilhelm Wundt (Wundt, Elemente der Völkerpsychologie, 1912).
Tabus sind Verbote,
- deren Grund unbekannt ist, die also beispielsweise nicht auf einen Ahnen zurückgeführt werden,
- denen man sich durch eine innere Nötigung wie selbstverständlich unterwirft,
- deren Objekte verschiebbar sind,
- von denen gewisse zeremonielle Handlungen ausgehen.

Besonders wirksam werden Tabus von Häuptlingen, Königen und Priestern ausgeübt, von Personen, die zugleich selbst strengen Tabuvorschriften – etwa einem einschnürenden System von Zeremoniellen – ausgesetzt sind.
Anders als der Totemismus ist das Tabu, so erklärt Freud, nicht untergegangen, es besteht bis heute fort und hat sich nur auf andere Inhalte gerichtet. Seiner psychologischen Natur nach ist es „nichts anderes als der ‚kategorische Imperativ‘ Kants, der zwangsartig wirken will und jede bewusste Motivierung ablehnt“ (292).
Einen psychoanalytischen Zugang zur Aufklärung des Tabus sieht Freud in der Zwangsneurose, die er als eine Art „Tabukrankheit“ (318) begreift. Auch in der Zwangsneurose geht es um Verbote, vor allem um Berührungsverbote,
- deren Herkunft dem Kranken rätselhaft sind,
- die vom Kranken ohne äußere Strafandrohung befolgt werden, einzig weil er überzeugt ist, dass eine Übertretung automatisch ein Unheil herbeiführen wird,
- die sich auf immer neue Objekte ausweiten, „verschieben“,
- die mit bestimmten zeremoniellen Handlungen verbunden sind, den „Zwangshandlungen“, etwa einem Waschzwang.

Grundlage der Zwangsneurose ist der Gegensatz von Trieblust und Verbot. Der Lust, vor allem der Berührungslust an den Geschlechtsorganen, trat von außen das Verbot gegenüber, die Berührung auszuführen. Dem Verbot gelang es jedoch nicht, den Trieb aufzuheben; der Erfolg des Verbots bestand nur darin, die Lust ins Unbewusste zu verdrängen. Der Gegensatz von Lust und Verbot besteht also fort, und dies führt dazu, dass die Handlungen gegenüber dem Objekt ambivalent sind. Eine bestimmte Aktion, etwa eine bestimmte Berührung, bietet den höchsten Genuss und soll deshalb immer wieder ausgeführt werden; aufgrund des Verbots wird diese Handlung jedoch zugleich verabscheut. Das Verbot ist bewusst, die fortgesetzte Lust hingegen unbewusst. Seine Stärke – seinen Zwangscharakter – verdankt das Verbot gerade der Beziehung zur unbewussten Lust. „Wo ein Verbot vorliegt, muß ein Begehren dahinter sein“ (360).
Um der Absperrung durch das Verbot zu entgehen, verschiebt sich die Trieblust beständig auf neue Objekte „und sucht Surrogate für das Verbotene – Ersatzobjekte und Ersatzhandlungen – zu gewinnen. Darum wandert auch das Verbot und dehnt sich auf die neuen Ziele der verpönten Regung aus.“ (322)
Die gegenseitige Hemmung von Trieb und Verbot erzeugt ein Bedürfnis nach Abfuhr, und dieses wird in den Symptomen befriedigt, den Zwangshandlungen. Sie sind „Kompromissaktionen“ (322): einerseits wird in ihnen Reue bezeugt, und insofern stehen sie im Dienste des Verbots; zugleich sind sie „Ersatzhandlungen“ (322), Formen der Ersatzbefriedigung, und entschädigen den Trieb für das Verbotene.
Was besagt das für die Tabuvorschriften der „Primitiven“? „Grundlage des Tabu ist ein verbotenes Tun, zu dem eine starke Neigung im Unbewussten besteht.“ (323) Die ältesten und wichtigsten Verbote sind die beiden Grundgesetze des Totemismus: das Totemtier darf nicht getötet werden, und der sexuelle Verkehr unter den Totemmitgliedern ist untersagt. Psychoanalytisch gedeutet müssten dies die beiden ältesten und stärksten Gelüste des Menschen sein: Mord und Inzest.
Mit der Ambivalenz erklärt Freud auch die Fesselung von Häuptlingen und Priestern durch das Zeremoniell. Die Verehrung dieser Personen ist mit einer unbewussten Feindseligkeit verknüpft; diese Aggressivität beruht vor allem darauf, dass ihnen Befriedigungen erlaubt sind, die den übrigen Stammesmitgliedern verboten sind. Die unbewusste aggressive Tendenz verschafft sich dadurch eine Befriedigung, dass die Privilegierten durch Zwangsvorschriften eingeschnürt werden.
Auch die Angst vor den Geistern ist ein Effekt der Ambivalenz. Die Geister sind ursprünglich Verstorbene. Zu Lebzeiten ist die Einstellung ihnen gegenüber ambivalent; nach ihrem Tod bleibt nur die zärtliche Strebung ihnen gegenüber bewusst, die feindselige Einstellung wird latent und die unbewusst gewordene Aggressivität wird auf das Objekt der Feindseligkeit projiziert, auf den Geist. Für das Bewusstsein stellt es sich dann so dar, dass es die Geister sind, die die Lebenden bedrohen. Die Angst vor den Geistern ist also letztlich die Angst vor den eigenen Vernichtungswünschen.
Zwischen der Zwangsneurose und dem Tabu gibt es zwei Hauptunterschiede:
- Die Zwangsneurose ist eine individuelle Bildung, das Tabu ein soziales Phänomen. Die asoziale Natur der Neurose resultiert aus deren „ursprünglichster Tendenz, sich aus einer unbefriedigenden Realität in eine lustvollere Phantasiewelt zu flüchten.“ (363)
- Der Zwangsneurose liegen primär sexuelle Triebe zugrunde, dem Tabu liegt eine Mischung aus sexuell-erotischen und egoistisch-aggressiven Antrieben, neben den Sexualtrieben sind dies „Triebkräfte des Angreifens, der Bemächtigung, des Geltendmachens der eigenen Person“ (362).

### Animismus, Magie und die Allmacht der Gedanken
Von Autoren seiner Zeit übernimmt Freud die Vorstellung, dass sich im Verlauf der Geschichte drei Weltanschauungen herausgebildet haben, drei Denksysteme, die allesamt versuchen, das Wesen der Welt restlos zu erklären:
- der Animismus, der die Welt dadurch erklärt, dass er sie mit Geistern bevölkert,
- die Religion, die die Welt erklärt, indem sie sie auf das Wirken von Göttern zurückführt,
- und schließlich das heute vorherrschende Denksystem, die wissenschaftliche Weltanschauung, die die Welt durch das Wirken von Naturgesetzen erklärt.

Wie ist die Abfolge der drei Denksysteme zu erklären?
Der Animismus geht mit einer bestimmten Technik einher: der Magie. Deren Grundlage ist das Wunschdenken; das, was der „primitive“ Mensch auf magischem Wege herstellt, muss deswegen geschehen, weil er es so will. Die Quelle der Magie ist also der Glaube an die Allmacht der Gedanken.
Im Glauben an die Allmacht der Gedanken ähnelt der Primitive dem Kind und dem Neurotiker. Das Kind versucht seine Wünsche, Freud zufolge, zunächst auf dem Wege der Halluzination zu befriedigen. Die magische Handlung ist gewissermaßen eine motorische Halluzination.
Für die Neurotiker ist „nur das intensiv Gedachte, mit Affekt Vorgestellte (...) wirksam, dessen Übereinstimmung mit der äußeren Realität aber nebensächlich“ (375). So wiederholt der Hysteriker in seinen Symptomen Erlebnisse, die sich nur in seiner Phantasie zugetragen haben, und das Schuldbewusstsein des Zwangsneurotikers bezieht sich nicht auf wirkliche Handlungen, sondern auf bloße Impulse, auf Todeswünsche, die sich bei ihm unbewusst gegen seine Mitmenschen richten.
Der Glaube an die Allmacht der Gedanken hat bei den „Primitiven“ und den Neurotikern dieselbe Grundlage: die libidinöse Überbesetzung des Denkens, der intellektuelle Narzissmus. Bei den „Primitiven“ beruht dies darauf, dass ihr Denken in hohem Maße sexualisiert ist. Bei den Neurotikern ist ein Stück dieser primitiven Einstellung konstitutionell erhalten geblieben, zugleich sind bei ihnen die Denkvorgänge durch die Sexualverdrängung aufs Neue sexualisiert worden.
Diese Gemeinsamkeit von Neurotikern und „Primitiven“ – der Glaube an die Allmacht des Gedankens – ermöglicht es, Freud zufolge, die historische Entwicklung der Weltanschauungen durch den Vergleich mit der Individualentwicklung aufzuklären.
- Im Animismus schreibt das Subjekt sich die Allmacht des Gedankens selber zu; dies entspricht in der individuellen Entwicklung dem Stadium des Narzissmus.
- In der religiösen Weltanschauung wird die Allmacht den Göttern zugeschrieben; in der individuellen Entwicklung entspricht dies dem nächsten Stadium, der Phase der Objektwahl, der Bindung an die Eltern.
- In der wissenschaftlichen Weltanschauung verzichtet der Mensch auf den Glauben an die Allmacht der Gedanken; er passt sich an die Realität an und bekennt sich zu seiner Kleinheit; dies entspricht dem „Reifezustand des Individuums, welcher auf das Lustprinzip verzichtet hat und unter Anpassung an die Realität sein Objekt in der Außenwelt sucht“ (378).

Allerdings hat der Mensch in der religiösen Weltanschauung auf die Allmacht der eigenen Gedanken nicht ganz verzichtet; er behält es sich vor, die Götter nach seinen Wünschen – durch Opfer und Gebete – zu lenken. Und auch in der wissenschaftlichen Weltanschauung bleibt der ursprüngliche Narzissmus teilweise erhalten: in „dem Vertrauen auf die Macht des Menschengeistes, welcher mit den Gesetzen der Wirklichkeit rechnet, lebt ein Stück des primitiven Allmachtsglaubens weiter.“ (376)
Nur auf einem Gebiet ist in unserer Kultur der Glaube an die Allmacht des Gedankens weiterhin voll in Kraft: auf dem der Kunst. Hier geschieht es, „dass ein von Wünschen verzehrter Mensch etwas der Befriedigung Ähnliches macht und dass dieses Spielen – dank der künstlerischen Illusion – Affektwirkungen hervorruft, als wäre es etwas Reales.“ (378)
Der Animismus ist ein Denksystem, das heißt: die unterschiedlichsten Vorstellungen werden von ihm in einen einheitlichen Zusammenhang gebracht. Diese Vereinheitlichung hat Ähnlichkeiten mit der sekundären Bearbeitung im Traum. Der Sekundärprozess sorgt dafür, dass die aus der Traumarbeit resultierenden Unverständlichkeiten zugunsten eines neuen einheitlichen Sinnes beseitigt werden. Wo der richtige Zusammenhang nicht erfasst werden kann, wird, um der Einheitlichkeit willen, im Animismus wie in der sekundären Traumbearbeitung ein falscher hergestellt; am auffälligsten im Falle des paranoischen Wahnsystems. Das charakteristische Merkmal der Systembildung besteht darin, dass jedes Ergebnis zwei Motivierungen hat: eine bewusste, die sich aus den Voraussetzungen des Systems ergibt und die eventuell wahnhaft ist, „und eine versteckte, die wir aber als die eigentlich wirksame, reale anerkennen müssen“(383). Für den Animismus heißt dies, dass der „Aberglaube“ der „Primitiven“ nicht die einzige Motivierung darstellt; das eigentliche Motiv besteht auch hier in einer Triebverdrängung – in der Abwehr der Feindseligkeit gegenüber den Toten –, also in einem Kulturfortschritt.

### Die infantile Wiederkehr des Totemismus
Wie erklärt man den Totemismus, also die Herstellung von Solidarität innerhalb eines Clans durch die Verehrung eines namengebenden Totemtiers, und wie hängt der Totemismus mit der Exogamie zusammen, dem Verbot sexueller Beziehungen innerhalb des Totemclans?
Freud stützt sich für seinen Antwortversuch auf Hypothesen von Ethnologen und auf Ergebnisse der Psychoanalyse. Seine ethnologischen Gewährsleute sind:
- Charles Darwin mit der Annahme von der Urhorde, in der das stärkste Männchen die andern Männchen aus der Horde ausstößt (Darwin, Die Abstammung des Menschen, engl. 1871, Bd. 2, Kapitel 20),
- J. J. Atkinson mit der Vermutung, dass hierin die Quelle der Exogamie zu suchen sei (Atkinson, Primal Law, 1903),
- William Robertson Smith mit der These, dass der Totemismus auf eine Opfermahlzeit zurückzuführen sei, mit dem Totemtier als dem ersten Opfertier (Smith, The Religion of the Semites, 2. rev. Aufl. 1894)

Eine individualpsychologische Entsprechung zum Totemismus – seine infantile Wiederkehr – sieht Freud in der Tierphobie. In diesem Fall wird das Tier jedoch nicht verehrt, sondern gefürchtet, die Phobie zeigt „gewisse Züge des Totemismus in negativer Ausprägung“ (415). Die Quelle der Phobie ist die ambivalente Einstellung gegenüber dem Vater; der Ambivalenzkonflikt wird gelöst, indem die aggressive Strebung gegenüber dem Vater auf das Tier als Vaterersatz projiziert wird. Freud schließt hieraus, dass auch der Totemismus auf Ambivalenz beruht: auch das Totemtier wird nicht nur verehrt, sondern auch gehasst und gefürchtet.
Mithilfe dieser Erklärungselemente entwickelt Freud seine eigene Hypothese über den Zusammenhang von Totemismus und Exogamie, die berühmte Spekulation über den Urvatermord.
Am Anfang des Totemismus stand demnach ein gewalttätiger, eifersüchtiger Vater, der alle Frauen für sich behielt und die Söhne vertrieb. Die ausgestoßenen Söhne wurden von einander widersprechenden Gefühlen beherrscht: sie hassten ihren Vater, der ihren Machtbedürfnissen und ihren sexuellen Ansprüchen im Wege stand, aber sie liebten und bewunderten ihn zugleich. Eines Tages schlossen sich die Söhne zusammen, erschlugen den Vater und verzehrten ihn. Nachdem der Hass gegenüber dem Vater befriedigt war und, durch den kannibalistischen Akt, die Identifizierung mit ihm vollzogen war, setzten sich bei den Söhnen, in der Form der Reue, die zärtlichen Regungen gegenüber dem Vater durch. Die Identifizierung mit dem Vater ermöglichte ihnen die Identifizierung untereinander und damit die Überwindung der Rivalität. Es entstand bei ihnen das Schuldbewusstsein, und in einem Akt des „nachträglichen Gehorsams“ (427) widerriefen sie ihre Tat. Sie erklärten die Tötung des Vaterersatzes, des Totems, für unerlaubt; damit entstand das Mordverbot. Und sie verzichteten auf die Früchte ihrer Tat, indem sie sich die freigewordenen Frauen versagten; damit kam es zum Inzestverbot und zur Exogamie. Durch die Errichtung dieser beiden Verbote entsteht der Totemismus; seine Grundlage ist weiterhin die ambivalente Beziehung zum Vater. Die Verehrung des Totems ist ein Versuch der nachträglichen Versöhnung mit dem Vater; die Totemmahlzeit dient aber zugleich der Erinnerung an den Triumph über ihn. Die beiden grundlegenden Tabus des Totemismus gehen also aus dem Schuldbewusstsein der Söhne hervor. Der Mord ist, nach dieser Deutung, die Grundlage der sozialen Organisationen, der sittlichen Einschränkungen und der Religion.
Beim Übergang vom Animismus zur Religion bleiben die Grundlagen, auf denen bereits der Totemismus beruht, erhalten. Die Religionen sind zunächst Vaterreligionen; sie beruhen, wie der Totemismus, auf der ambivalenten Beziehung zum Vater: auf der Vatersehnsucht, dem Trotz gegenüber dem Vater und dem Schuldbewusstsein ihm gegenüber. Etwas Neues stellt erst das Christentum dar, indem es die Sohnesreligion an die Stelle der Vaterreligion setzt. Das Christentum bekennt sich am unverhülltesten zum Urverbrechen, weil es im Opfertod des einen Sohnes die ausgiebigste Sühne für das Verbrechen gefunden hat. Die alte Totemmahlzeit wird hier als Kommunion wiederbelebt.
In der antiken Tragödie sieht Freud ein Echo des Urvatermords. Der Held der Tragödie muss leiden. Warum? Weil er der Urvater ist, der vom Chor erschlagen wurde. Auf der Bühne wird das zweckmäßig entstellt: der Held hat sein Leiden selbst hervorgerufen (analog übersetzt: nicht mehr die Brüderhorde (Chor) wird als – dem Urvater (Held) gegenüber – schuldig angesehen, sondern ihm wird hier die „Schuld“ zugeschrieben, er wird als „selbst schuld daran“ dargestellt). Auf diese Weise wird er zum Erlöser des Chores gemacht; der Chor wird von „der Schuld“ – d. h. nach Freud genauer: vom mit dem Urvatermord verbundenen Schuldbewusstsein – „befreit“. Die These, dass sich sämtliche Religionen ursprünglich auf einen Gottesmord zurückführen lassen, vertiefte Freuds Schüler Theodor Reik in seiner 1923 erschienenen Schrift Der eigene und der fremde Gott.

## Hintergrund
Freud begann mit den Vorarbeiten zu Totem und Tabu im Jahr 1910. Der erste Essay war 1912 abgeschlossen, er erschien im selben Jahr im ersten Heft der neugegründeten Zeitschrift Imago.
Das Buch steht in der Tradition des Evolutionismus, also der Auffassung, dass Europa den Höhepunkt der Menschheitsentwicklung darstelle und dass man über die „primitiven“ Völker einen Zugang zu den Anfängen der Menschheitsentwicklung habe. Die am häufigsten zitierten Werke sind James Frazers Totemism and Exogamy von 1910 und The Magic Art von 1911, erster Teil der dritten Auflage von Frazers The Golden Bough. Seit Ende des 19. Jahrhunderts wurde der Totemismus von führenden Ethnologen als zentrale Institution der „primitiven“ Gesellschaften angesehen, u. a. als Vorform oder als elementare Form der Religion. Bereits 1910 hatte Alexander A. Goldenweiser das Konzept des Totemismus allerdings radikal kritisiert. Goldenweiser zufolge werden in diesem Begriff drei Phänomene zusammengeworfen, die nur zufällig etwas miteinander zu tun haben: die Clanorganisation, die Zuteilung von Tier- und Pflanzennamen oder -emblemen und schließlich der Glaube an die Verwandtschaft zwischen einem Clan und seinem Totem. Goldenweisers Kritik – die Freud kannte – stand am Anfang einer Entwicklung, in der der Begriff des Totemismus zersetzt wurde; in der heutigen Ethnologie spielt er keine Rolle mehr.
Im Vorwort erklärt Freud, dass er sich vor allem durch zwei im Jahr 1912 erschienene Schriften anregen ließ:
- durch Wilhelm Wundts Elemente der Völkerpsychologie, in denen versucht wird, die nicht-psychoanalytische Psychologie auf die Völkerpsychologie anzuwenden, und
- durch C. G. Jungs Wandlungen und Symbole der Libido, wo der Autor es unternimmt, Probleme der Individualpsychologie dadurch zu lösen, dass er völkerpsychologisches Material heranzieht.

Mit dem Hinweis auf Jungs Buch deutet Freud an, dass Totem und Tabu auch als Auseinandersetzung mit C. G. Jung zu verstehen ist. Streitpunkte waren vor allem die Auffassungen über Libido und über Religion. Während der Veröffentlichung von Totem und Tabu kam es zum Bruch zwischen Freud und Jung.
Freud selbst schätzte Totem und Tabu außerordentlich hoch ein, sowohl unter inhaltlichen wie auch unter stilistischen Gesichtspunkten.
Für die hebräische Übersetzung schrieb er eine eigene Vorrede. Darin heißt es: „Keiner der Leser dieses Buches wird sich so leicht in die Gefühlslage des Autors versetzen können, der die heilige Sprache nicht versteht, der väterlichen Religion – wie jeder anderen – völlig entfremdet ist, an nationalistischen Idealen nicht teilnehmen kann und doch die Zugehörigkeit zu seinem Volk nie verleugnet hat, seine Eigenart als jüdisch empfindet und sie nicht anders wünscht. Fragte man ihn: Was ist an dir noch jüdisch, wenn du alle diese Gemeinsamkeiten mit deinen Volksgenossen aufgegeben hast?, so würde er antworten: Noch sehr viel, wahrscheinlich die Hauptsache. Aber dieses Wesentliche könnte er gegenwärtig nicht in klare Worte fassen.“ (293)
Das Werk steht am Beginn einer Reihe von umfangreicheren Schriften Freuds zu Fragen der Gesellschaft und der Religion. Es findet seine Fortsetzung in Massenpsychologie und Ich-Analyse (1921), Die Zukunft einer Illusion (1927), Das Unbehagen in der Kultur (1930) und Der Mann Moses und die monotheistische Religion (1939). Freud kommt in diesen Arbeiten immer wieder auf Totem und Tabu zurück.
1983 wurde ein Entwurf Freuds zu einer bis dahin verschollenen metapsychologischen Abhandlung von 1915 gefunden; er enthält im zweiten Teil eine Fortführung der Hypothesen über die Urhorde und die Tötung des Urvaters.

## Rezeption
Bereits zu Freuds Lebzeiten wurde das Buch in mehrere Sprachen übersetzt, darunter ins Englische, Ungarische, Spanische, Portugiesische, Französische, Italienische, Japanische und Hebräische.
Im Jahre 1920 veröffentlichte der angesehene US-amerikanische Ethnologe und Psychoanalytiker Alfred Kroeber im American Anthropologist, einer führenden Fachzeitschrift, eine Kritik an Totem und Tabu, die äußerst wirksam war.
Die meisten Annahmen, auf denen Freuds Argumentation beruht, werden von Kroeber zurückgewiesen:
- die Unterstellung, der Totemismus stelle ein einheitliches Phänomen dar,
- die Annahme, es gebe einen notwendigen Zusammenhang zwischen Totemismus und Exogamie,
- Freuds Vergleich zwischen Wilden und zivilisierten Neurotikern und
- die Darwinsche Hypothese von der Urhorde.

Auf Kroebers Zustimmung stießen die folgenden Ansichten:
- die These über den Zusammenhang von Ambivalenz und Tabu
- und die Verknüpfung der Trauer mit der Angst vor den Toten.

Nach dem Erscheinen von Kroebers Kritik war das Buch für die meisten Ethnologen indiskutabel. Bronisław Malinowski stellte in seinem Werk Das Geschlechtsleben der Wilden in Nordwest-Melanesien (1928) Freuds Thesen die andersartigen Ergebnisse seiner eigenen Feldforschung entgegen.
Thomas Mann bewertete das Buch entgegengesetzt. Er erklärte es 1929 für ein Meisterstück der deutschen Essayistik, sowohl formal als auch inhaltlich. Ihn beeindruckte, dass diese Abhandlungen „die medizinische Sphäre weit ins allgemein Geisteswissenschaftliche hinaus überschreiten und vor dem der Frage des Menschen nachhängenden Leser ungeheure Perspektiven seelischer Vergangenheit, Urwelttiefen moralischer, gesellschaftlicher, mystisch-religiöser Früh- und Vorgeschichte der Menschheit erhellend aufreißen“.
Totem und Tabu steht am Anfang der Begegnung von Psychoanalyse und Ethnologie. Aus dieser Beziehung ist unter anderem die Ethnopsychoanalyse hervorgegangen. Aber auch die strukturalistische Anthropologie von Claude Lévi-Strauss hat von Freud starke Impulse empfangen.
Mario Erdheim sieht die Aktualität des Werks darin, dass es den Zusammenhang von Gewalt und Herrschaft ins Zentrum stellt; allerdings dürfe es nicht als Theorie über „primitive“ Gesellschaften und über den historischen Ursprung der Kultur verstanden werden, vielmehr müsse es als Beitrag zur Analyse unserer eigenen Gesellschaft gedeutet werden.
Nach Auffassung des Politikwissenschaftlers Paul Roazen erweitern die religionspsychologischen Arbeiten Freuds „unser Verständnis für den historischen Prozeß und für die Art und Weise, in der Kultur psychologisch vermittelt wird.“ Die von Freud aufgedeckten unbewussten Mechanismen würden von der Politikwissenschaft zu wenig zur Erklärung von Autoritätsverhältnissen und Veränderungen des sozialen Zusammenhalts und Brüchen in der Gesellschaft verwendet, so Roazen. 

### Ausgaben
Sigmund Freud: Totem und Tabu. Einige Übereinstimmungen im Seelenleben der Wilden und der Neurotiker
- Hugo Heller, Wien 1913; später Internationaler Psychoanalytischer Verlag, Leipzig bzw. Wien
- In: Ders.: Gesammelte Werke. Chronologisch geordnet. Bd. 9. Hg. v. Anna Freud u. a. Imago, London 1940.- 8. Aufl. S. Fischer, Frankfurt am Main 1986, ISBN 3-10-022710-7
- In: Ders.: Studienausgabe, Bd. 9: Fragen der Gesellschaft, Ursprünge der Religion. Hg. v. Alexander Mitscherlich, Angela Richards, James Strachey. S. Fischer, Frankfurt am Main 2000, ISBN 3-10-822709-2, S. 287–444 (Nachdruck der revidierten Neuausgabe von 1989 der Studienausgabe; mit editorischer Vorbemerkung und Anmerkungen der Herausgeber zur Begriffsentwicklung; nach dieser Ausgabe wird oben zitiert)
- Mit einer Einleitung von Mario Erdheim. Fischer Taschenbuch-Verlag, Frankfurt am Main 1995, ISBN 3-596-10451-3
- Totem und Tabu im Project Gutenberg Basierend auf 3. Auflage. Internationaler Psychoanalytischer Verlag, Leipzig 1922
- Totem und Tabu im Projekt Gutenberg-DE Basierend auf Studienausgabe. S. Fischer, Frankfurt am Main 1974

### Sekundärliteratur
- Yigal Blumenberg: 'Vatersehnsucht' und 'Sohnestrotz' – ein Kommentar zu Sigmund Freuds 'Totem und Tabu'. In: Psyche. Zeitschrift für Psychoanalyse und ihre Anwendungen, 56 (2002), S. 97–136
- Hartmut Böhme: Von Affen und Menschen: Zur Urgeschichte des Mordes. In: Dirk Matejovski, Dietmar Kamper, Gerd-C. Weniger (Hg.): Mythos Neanderthal. Ursprung und Zeitenwende. Campus, Frankfurt am Main, New York 2001, ISBN 3-593-36751-3, S. 69–86
- Mario Erdheim: Einleitung. In: Sigmund Freud: Totem und Tabu. Fischer Taschenbuch-Verlag, Frankfurt am Main 1991, ISBN 3-596-10451-3, S. 7–42
- William Grossman: Freud's Presentation of 'The Psychoanalytic Mode of Thought' in Totem and Taboo and His Technical Papers. In: The International Journal of Psychoanalysis, 79 (1998), S. 469–486
- Eberhard Th. Haas (Hg.): 100 Jahre 'Totem und Tabu'. Freud und die Fundamente der Kultur. Psychosozial-Verlag, Gießen 2012, ISBN 978-3-8379-2092-5
- Andreas Hamburger: Das Motiv der Urhorde. Ererbte oder erlebte Erfahrung in Freuds 'Totem und Tabu'. In: Freiburger literaturpsychologische Gespräche. Jahrbuch für Literatur und Psychoanalyse, 24 (2005), S. 45–86
- Alfred L. Kroeber: Totem and taboo. An ethnologic psychoanalysis. In: American Anthropologist, 22 (1920), S. 48–55
- A. L. Kroeber: Totem and taboo in retrospect. In: American Journal of Sociology, 45 (1939), S. 446 ff.
  - Beides wieder abgedruckt in: A. L. Kroeber: The nature of culture. The University of Chicago Press, Chicago 1952, S. 301–305 und 306–309
- Claude Lévi-Strauss: Le Totémisme aujourd'hui. Presses Universaires de France, Paris 1962 (deutsch: Das Ende des Totemismus. Übersetzt von Hans Naumann. Suhrkamp, Frankfurt am Main 1965, ISBN 3-518-10128-5; mit einem umfassenden Literaturverzeichnis)
- Werner Muensterberger (Hg.): Man and his culture. Psychoanalytic anthropology after "Totem and taboo". Rapp & Whiting, London 1969 (deutsch: Der Mensch und seine Kultur. Psychoanalytische Ethnologie nach 'Totem und Tabu'. Kindler, München 1974, ISBN 3-463-00592-1)
- Wilhelm Reich: Der Einbruch der Sexualmoral. Zur Geschichte der sexuellen Ökonomie. Verlag für Sexualpolitik, Berlin 1932. Zweite erweiterte Ausgabe 1935. Ergänzte Neuausgabe unter dem Titel Der Einbruch der sexuellen Zwangsmoral. Kiepenheuer & Witsch, Köln 1972, ISBN 3-462-02471-X
- Sigrid Westphal-Hellbusch: Freuds 'Totem und Tabu' in der heutigen Ethnologie. In: Zeitschrift für Psychosomatische Medizin, 7 (1960), Nr. 1, S. 45–58